# Paradarisa intermedia
Paradarisa intermedia là một loài bướm đêm trong họ Geometridae.